# Албрехт Кристоф Финк фон Финкенщайн
Албрехт Кристоф Финк фон Финкенщайн (на немски: Albrecht Christoph Graf Finck von Finckenstein; * 17 август 1661; † 11 юли 1730 в Шьонберг в Илава в Източна Прусия) е граф от пруската фамилия Финк Финкенщайн-Гилгенбург.
Той е големият син на граф Ернст Кристоф Финк фон Финкенщайн-Гилгенбург (1633 – 1717) и съпругата му Юлиана Шарлота Финк фон Финкенщайн (1640 – 1693), дъщеря на Албрехт Кристоф Финк фон Финкенщайн-Хазенберг († 1660) и първата му съпруга Катарина Хедвиг фон Хале († 1649). Брат е на Фридрих Райнхолд (1667 – 1746).
Прадядо е на Фридерика Амалия Антония фон Шлибен (1757 – 1827), баба на датския крал Кристиан IX (1818 – 1906).

## Фамилия
Албрехт Кристоф Финк фон Финкенщайн се жени на 4 януари 1696 г. в Кьонигсберг, Прусия за фрайин Арнолда Шарлота фон Крайцен (* 16 май 1673; † 2 юли 1749), дъщеря на фрайхер Георг Фридрих фон Крайцен (1643 – 1709) и Елеонора Елизабет де Ла Каве (1644 – 1711). Те имат пет деца:
- Елеонора Юлиана (* 25 май 1697; † 6 октомври 1711)
- Ернст Фридрих (* 16 септември 1698; † 5 юни 1753, Шьонберг), женен на 21 април 1727 г. в Берлин за графиня Луиза Елеонора фон Дьонхоф (* 3 декември 1712; † 10 май 1763); имат 5 деца
- Катарина Доротея (* 5 юни 1700, Шьонберг; † 15 юли 1728, Халберщат), омъжена на 29 ноември 1720 г. в Шьонберг за граф Георг Адам III фон Шлибен (* 5 февруари 1688, Гердауен; † 15 юни 1737, Халберщат); прародители на датския крал Кристиан IX (1818 – 1906)
- Вилхелм Албрехт (* 11 декември 1705; † 15 април 1752), женен 1731 г. за Хедвиг Елизабет фон Рипен (* 1 февруари 1714; † 2 февруари 1752); имат две деца
- Карл Лудвиг (* 7 май 1708; † 8 май 1708)